# Čezsoča
Čezsoča este o localitate din comuna Bovec, Slovenia, cu o populație de 317 locuitori.